# Commune de Helme

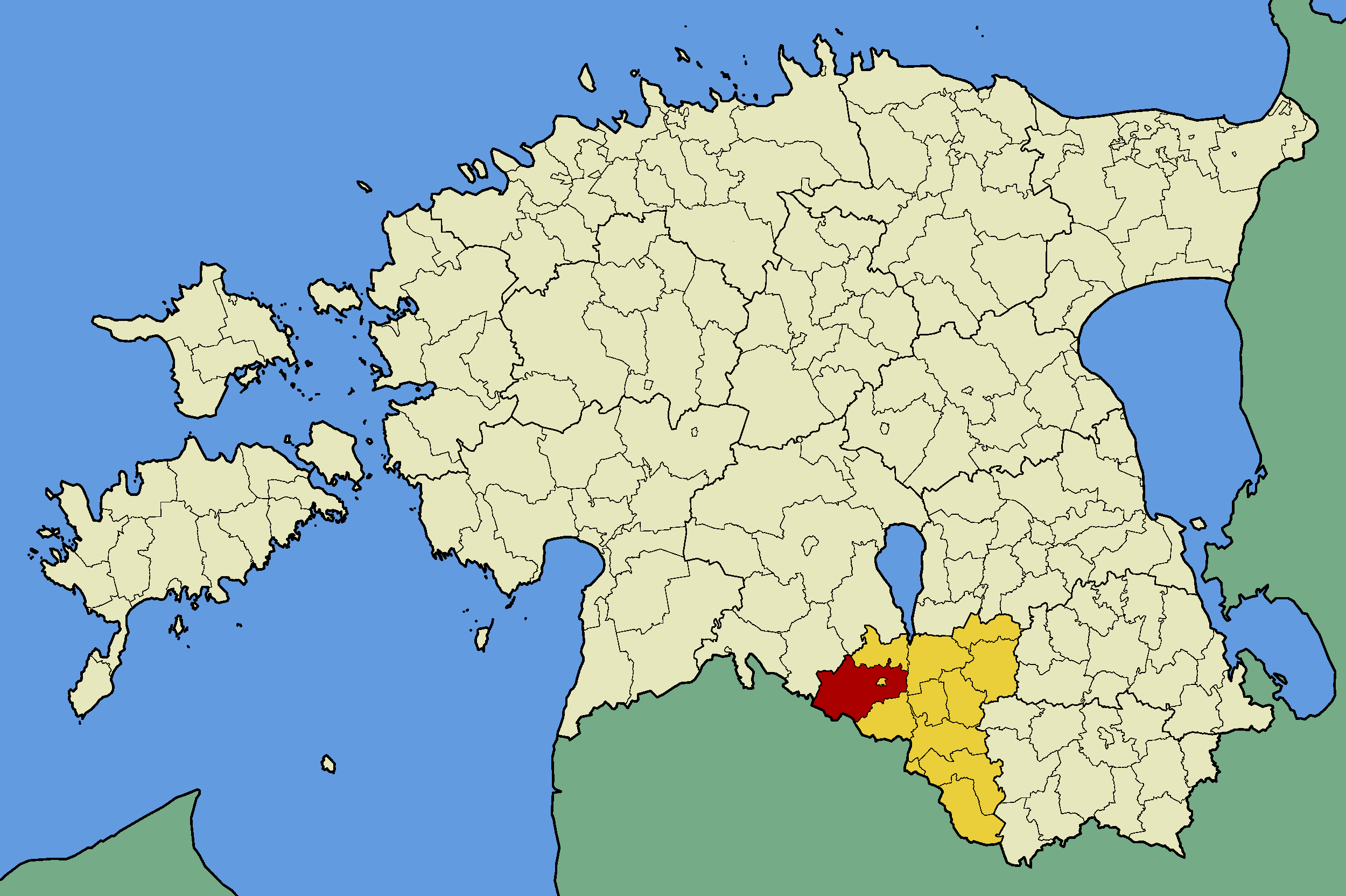
Localisation de l'ancienne commune de Helme (rouge), dans le comté de Valga (jaune).

Helme (en estonien : Helme vald) est une ancienne commune rurale située dans le comté de Valga en Estonie. 

## Géographie
Elle s'étendait sur 313 km2 dans l'ouest du comté et était frontalière avec la Lettonie au sud. 
Elle comprenait le petit bourg de Helme, ainsi que les villages de Ala, Holdre, Jõgeveste, Kähu, Kalme, Kirikuküla, Koorküla, Linna, Möldre, Patküla, Pilpa, Roobe et Taagepera.

## Histoire
À la suite de la réorganisation administrative d'octobre 2017, elle a fusionné avec Hummuli, Põdrala et Tõrva pour former la nouvelle commune de Tõrva.

## Démographie
En 2012, la population s'élevait à 2 440 habitants.